# Xã Union, Quận Gibson, Indiana
Xã Union (tiếng Anh: Union Township) là một xã thuộc quận Gibson, tiểu bang Indiana, Hoa Kỳ. Năm 2010, dân số của xã này là 4.197 người.